# ヴァーペン・フォン・ハンブルク (1669年)
| 「ヴァーペン・フォン・ハンブルク」 （初代）の模型。現代の再現に基づく。 |                                        |                           |
| 諸元                                                                    |                                        |                           |
| 艦名                                                                    | ヴァーペン・フォン・ハンブルク（初代） |                           |
| 造船所                                                                  | ハンブルク、テーアホーフ造船所         |                           |
| 進水                                                                    | 1669年                                 | 1669年                    |
| 乗組員                                                                  | 士官及び兵員150名 – 250名              | 士官及び兵員150名 – 250名 |
| 技術情報                                                                |                                        |                           |
| 艦種                                                                    | 二層式護衛艦                           | 二層式護衛艦              |
| 全長                                                                    | 40 m                                   | 40 m                      |
| 全幅                                                                    | 11 m                                   | 11 m                      |
| 推進方式                                                                | 帆走                                   | 帆走                      |
| 武装（大砲）                                                            |                                        |                           |
| 18ポンド砲                                                              | 26                                     | 26                        |
| 8ポンド砲                                                               | 18                                     | 18                        |
| 6ポンド砲                                                               | 4                                      | 4                         |
| 4ポンド砲                                                               | 6                                      | 6                         |
| 合計                                                                    | 54門                                   | 54門                      |

ヴァーペン・フォン・ハンブルク（ドイツ語: Wapen von Hamburg、初代）は1669年に進水したハンブルクの護衛艦である。
同艦はハンブルク提督府と商業委員会から発注され、護送船団を海外におけるハンブルクの貿易相手国まで護衛し、私掠船や海賊船の襲撃から守る任を帯びた。そして11回の護送に従事した後、船火事によってカディス港で爆沈している。海賊との戦いで功を挙げ、英雄として称揚されていた提督、ベーレント・ヤーコプゼン・カープファンガーは最後まで艦に残り、この火災で命を落とした。

## 時代背景

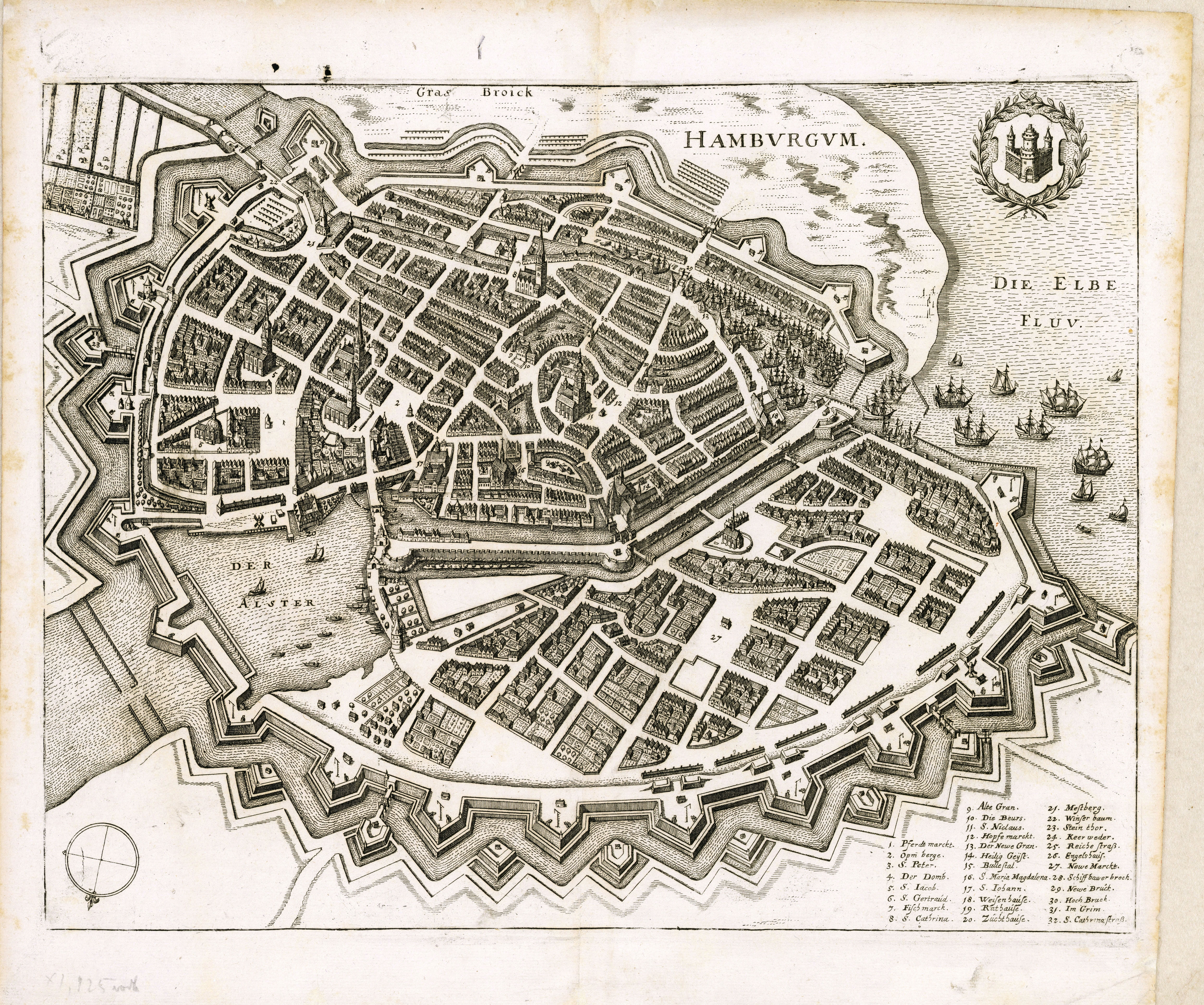
1653年のハンブルク。マテウス・メーリアンの銅版画。

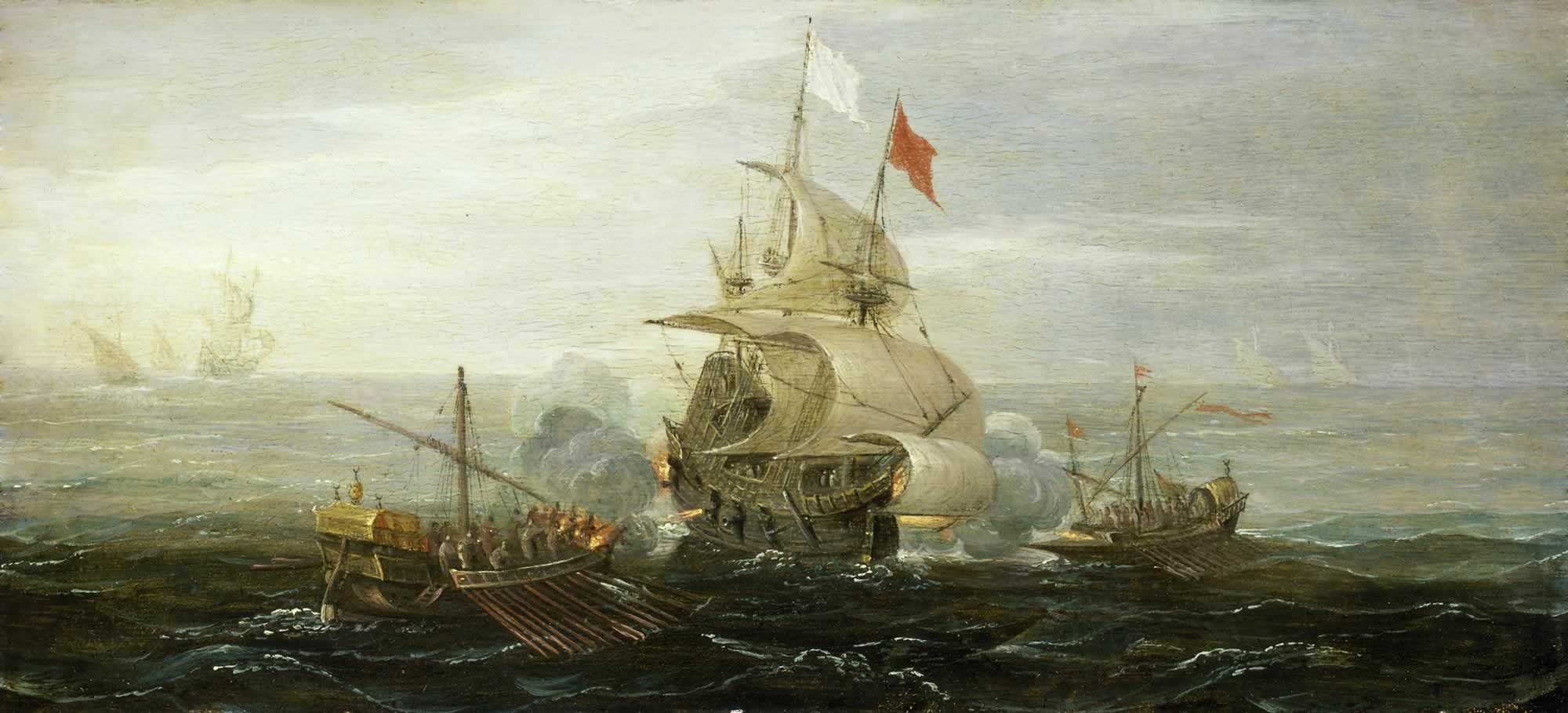
バルバリア諸国の私掠船と戦うフランス船。エールト・アントニスゾーン（1579年-1620年）の絵画。貿易船への襲撃は当時、蔓延していた問題であった。

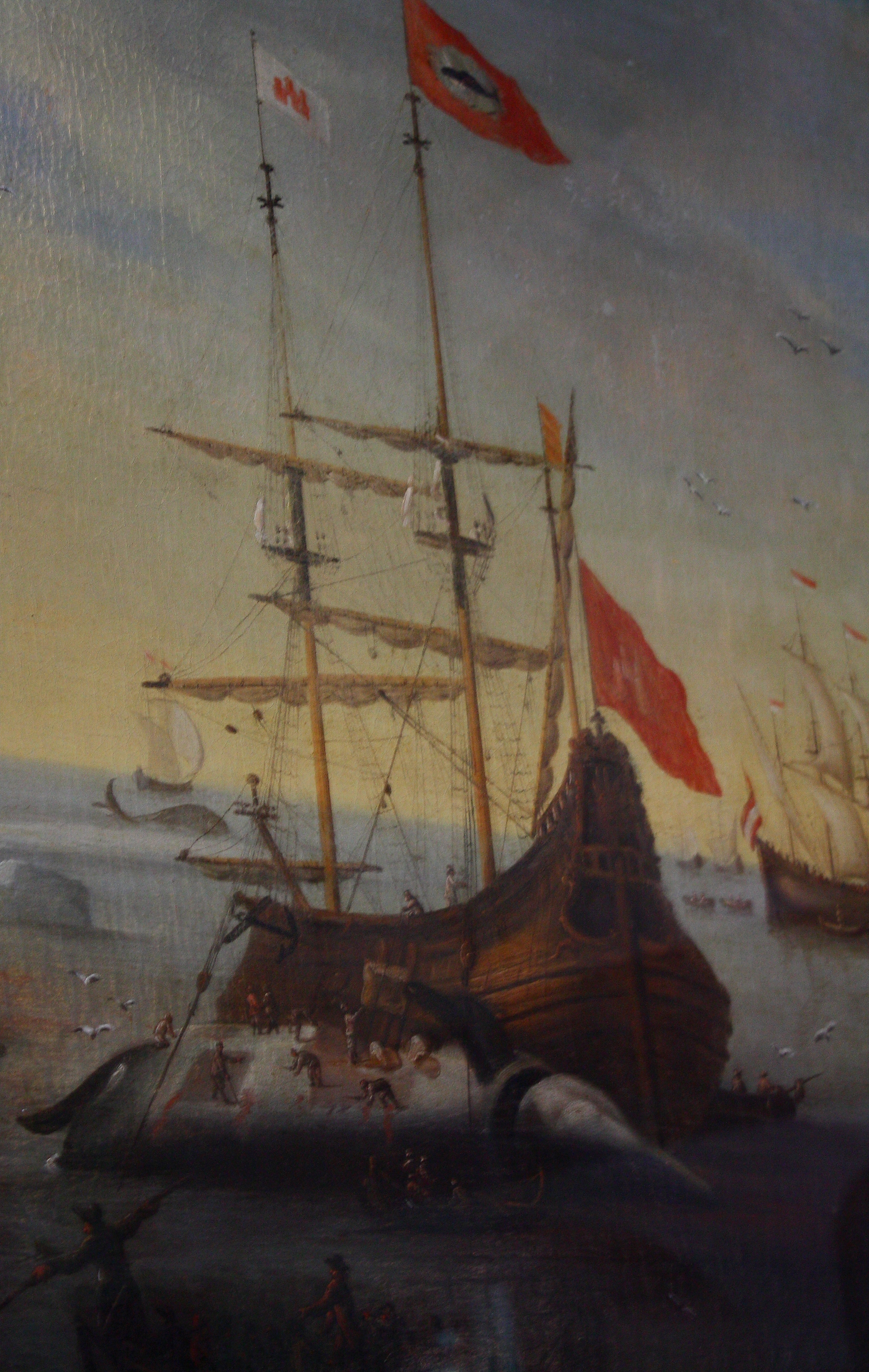
北極海で捕鯨に従事するハンブルクの捕鯨船、「ディー・ゾンネ」。F.W.シュトゥーアの油彩画（1680年頃）

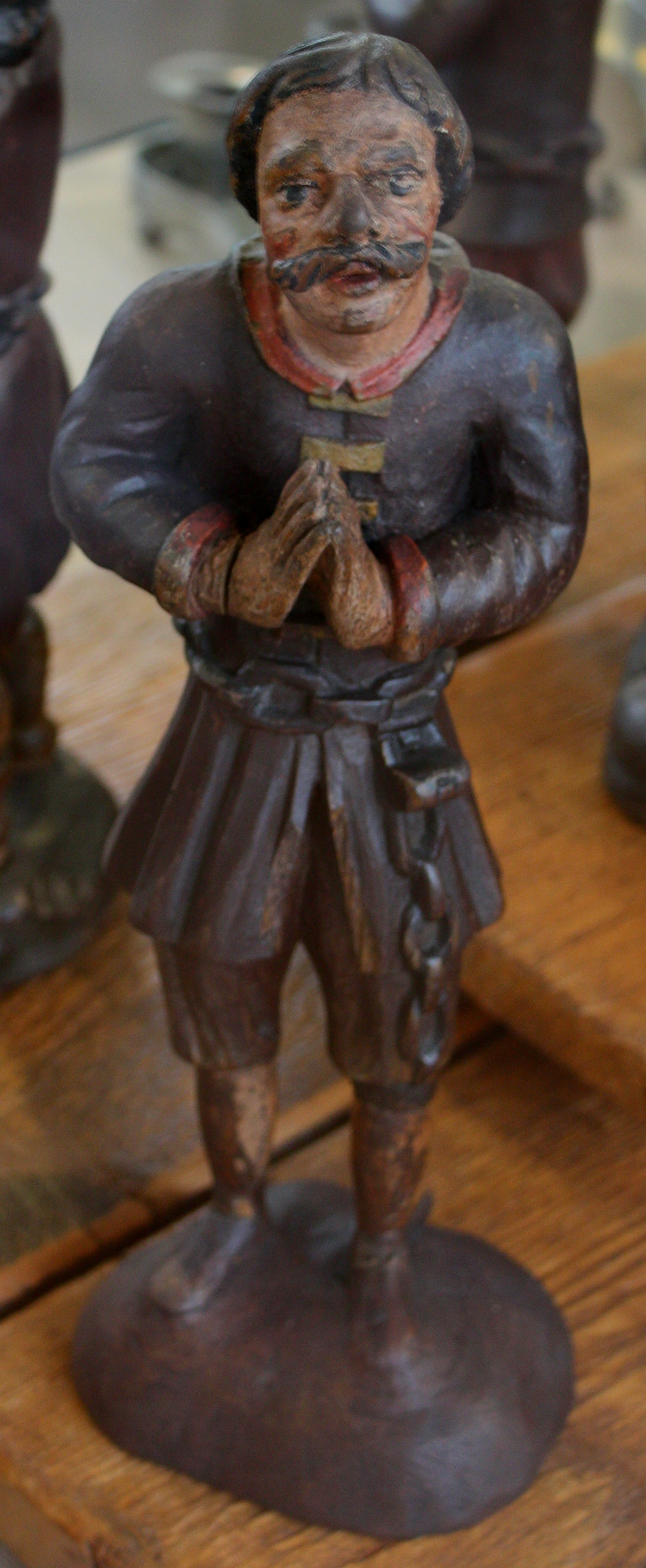
この奴隷の像は、奴隷となったハンブルクの船員の命運に思いを致させ、市民からの募金を喚起するための物であった。

ハンブルクは16世紀、ハンザ同盟の権威が失墜すると経済的な重要性を増大させていった。移住とそれに関連した交易相手の獲得により、帝国自由都市ハンブルクは17世紀中盤以降、ロンドンやアムステルダムと並び、現在で言えば世界都市に比肩する最重要の交易中心都市へと発展し、その交易関係はグリーンランドから地中海や白海にまで及んだのである。その際、非常に大切な寄港地はイベリア半島、イングランド、ネーデルラント、（捕鯨に関連して）北極海やアルハンゲリスクにあった。「ヴァーペン・フォン・ハンブルク」の使命は商圏の拡大と、数々のキリスト教徒の船乗りを捕えて奴隷とし、高額な身代金を強要していたイスラム諸国の海賊と戦うことであった。
これらの私掠船はバルバリア諸国から出撃し、鈍重でしばしば無防備に近い、20隻から50隻の貿易船によって構成される船団を大いに消耗させていた。商船を大砲で武装（いわゆる武装商船）しても、その状況は大して変わらなかった。なぜなら、積荷に起因する鈍さはそのままだったからである。船は拿捕され、積荷は没収され、乗組員はしばしば奴隷となるか、身代金が支払われるまで最悪の環境下で拘束された。捕縛された船長や船員を買い戻すため、船乗りや航海士は「用心の欠片の金庫」（ドイツ語: Casse der Stücke von Achten）を設立した。これは身代金の支払いにあたって基となる保険である。この保険に参加できなかった者をも買い戻せるように、1623年には船主や乗組員の分担金、国家組織からの補助金及び提督府の税金から構成される奴隷解放保険が創設された。しかしこれらの資金も充分ではなかったため、教会にも募金箱が置かれた他、家庭でも募金活動が組織されている。
17世紀中に同じく海賊の攻撃によって著しい害を被り、対処に追われたイングランド、フランスとネーデルラントが1665年から1687年にかけて懲罰遠征をもってこれらの襲撃に対抗しようと試みた後、私掠船はその作戦範囲を地中海からジブラルタル、そして英仏海峡を越えてエルベ河口まで広げた。こうして海賊の活動範囲が広がった結果、海路を通じたハンブルクへの補給は部分的に滞り、時期によっては物資が逼迫に至ることさえあったのである。さらにキリスト教国間の戦争は、ますますハンブルクの経済問題となりつつあった。
例えばフランスは、グリーンランドへ向かい捕鯨やアザラシ狩りで得た物資を加工のためハンブルクへ運ぶ、同市とネーデルラントの船舶を拿捕するべくダンケルクから出航する私掠船の数を増やしていった。ネーデルラント、イングランド、フランス、ノルウェー、デンマークといった当事国の他、ハンザ都市ブレーメンやブランデンブルク＝プロイセンも交易路の海賊問題に対応する必要から、対策として商船団の軍艦による護衛を許可した。
ハンブルクの指導層は、国際的な商業活動における自らの重要な地位を可能な限り持続的に確保するよう望み、同じく商船団の保護と、いわゆる護衛艦（ドイツ語: Convoyer、「コンヴォイアー」）による船団護衛の組織を決定した。この他、1623年には特にこれらの艦艇の建造、艤装と維持に責任を負うハンブルク提督府が創設される。1665年、遂に交易路の安全を追求する商人と船乗りの需要を満たし、相応の支援を組織するために商業委員会が設立された。実際には最初の諸艦の建造が決まり、実行に移されるまでにハンブルク提督府の創設から40年以上を要している。その主な理由は「コンヴォイアー」への出資と、その維持を巡る意見の不一致であった。とりわけ海賊によるハンブルクの商船員の捕縛が続き、それに関連する個々の商人の莫大な経済的損失
の影響を受ける中、最終的に責任を負う者たちは、以後のこのような襲撃を阻止するべく出資上の合意形成と建艦の実行を余儀なくされた。
17世紀と18世紀、ハンブルクとその住民は交易に有害な軍事的紛争から距離を置き、紛争当事者に対して可能な限り中立を保とうと常に尽力していたため、「軍艦」という類別は明確に忌避された。その代わり公的には、攻撃よりも防御に適した艦種を指すとする「護衛艦」（ドイツ語: Konvoischiff、コンヴォイシッフ）や「市の護衛艦」（ドイツ語: Stadtkonvoischiff、シュタットコンヴォイシッフ）という分類が用いられている。事実上これらの艦艇は、武装を重視して建造されていたため全くもって軍艦と呼び得た。しかし、火力において海軍国の軍艦に追随できるものではなかったのである。
すなわち、これらの護衛艦は恒常的に船団護衛の任務を帯びる軍艦であった。そして1669年から1747年までハンブルクの護送船団を警護し、ハンブルクの交易を保障し、それによって一大交易都市としてのハンブルクの地位を持続的に確保していたのである。

## 来歴
ハンブルクは17世紀中盤、独自の軍艦を持たず、ひとまず何隻かのトンネンボーヤー（設標船）を商船隊の護衛に当てる他なかった。「レオポルドゥス・プリムス」、そして恐らく同型艦である「ヴァーペン・フォン・ハンブルク」の建造計画はすでに1663年から始まっていたが、出資の責任を巡ってはなおも激しい対立があったのである。ハンブルク提督府の創設から44年後の1667年、これら2隻の護衛艦は遂に発注された。
両艦の監督権は提督府にあり、建造時の監督としてラース・ベーンゼンとヨハン・ティミヒを任命した。
2隻の建造は氏名が伝わっていないネーデルラントの船匠の指導下、オランダの模範に従って実施された。
計画、工程、建造時の法的・資金処理に関する資料は残されていない。
専門的な文献においては1632年のネーデルラント艦、「エミリア」が「ヴァーペン・フォン・ハンブルク」の建造にあたって手本になったと考えられている。

## 構造

初代「ヴァーペン・フォン・ハンブルク」とほぼ同型艦であった「レオポルドゥス・プリムス」から再現した断面図（第8肋材の部分）。

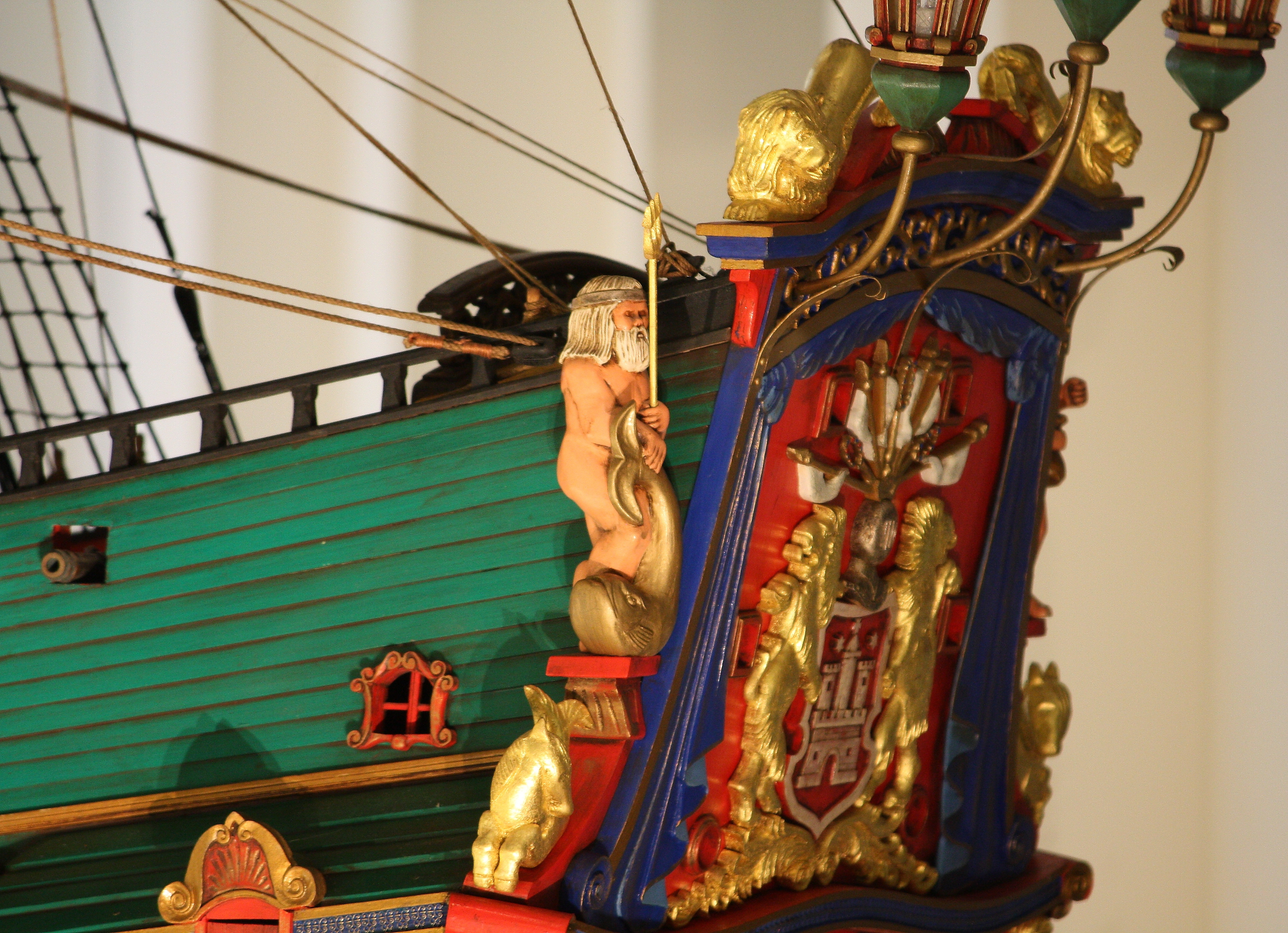
艦尾正面を飾るのは、寓意的な装飾彫刻に囲まれたハンブルクの大紋章である。

「ヴァーペン・フォン・ハンブルク」は、同じ名を冠した4隻の護衛艦の中で初のものであった。同艦はハンブルクのテーアホーフ造船所で建造された。また、過大な喫水は許されなかった。さもなければエルベ川の浅瀬、とりわけアルトナ砂州を安全に航行できなかったからである。船大工は同時代の知見に基づき、幅が広くマストが低い船の方がより荒天時の安定性と復元性を備えていた一方、幅が狭くマストの高い船の方が船足が速いことを知っていたため、これらの特性をこの船に統合し、巧みに安定性と船足のバランスを取ったのである。
この艦は3本マスト（ミズンマスト、メインマストとフォアマスト）の横帆船であった。ミズンマストの最下部（クロスジャッキ）にのみ、縦帆があった。さらにバウスプリットにスプリットセイル、ジブブームにもう一枚の横帆（ドイツ語: Oberblinde、オーバーブリンデ）を取り付けることができた。
「ヴァーペン・フォン・ハンブルク」は後部で平らなトランサムスターンに繋がる2層の甲板を備えていた。トランサムスターンには、側面のクォーター・ギャラリーに至る船尾楼があった。艦尾の彫刻や、全体の装飾像は彫刻家、クリスティアン・プレヒトの作品である。彼はそれらの像を、1666年に同じく自身が制作したダイヒトーア付近にある作業場の玄関を手本として造り上げることになっていた。艦尾正面には2匹のライオンが抑える盾に城をあしらったハンブルクの大紋章（→1897年の意匠）が、人目を引く、地位を代表する彫刻として設置された。この彫刻作品は、様々な寓意的かつバロック様式の装飾彫刻で縁取られた。また艦尾正面の上部には、3個の大きな舷灯が備え付けられていた。船首像は、ネーデルラントの様式で建造された多くの軍艦と同様にライオンであった。それは前足で、ハンブルクの紋章を掲げていた。

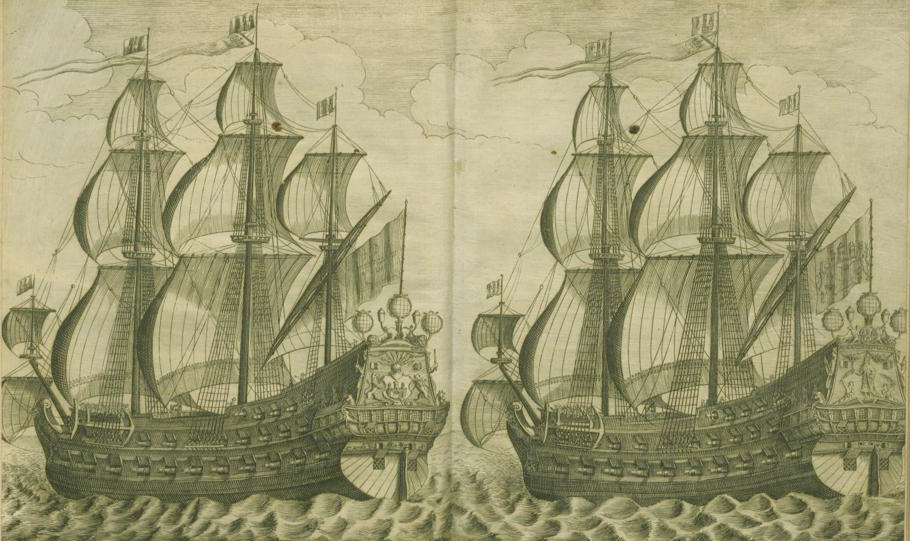
「レオポルドゥス・プリムス」と「ヴァーペン・フォン・ハンブルク」（右側）。ペーター・ヘッセル著：『Hertzfließende Betrachtungen / Von dem Elbe-Strom /[...]』（1675年）所収の銅版画。

「レオポルドゥス・プリムス」と「ヴァーペン・フォン・ハンブルク」における作業により、クリスティアン・プレヒトはハンブルク市から1,544マルクの報酬を得ている。
艦体の板張りは平張りであった。艦上構造物（すなわち船首楼、後部甲板と船尾楼の外壁。写真の緑色に塗装された部分を参照。）は、恐らく同時代のネーデルラント様式で建造された船に一般的であった鎧張りである。
「ヴァーペン・フォン・ハンブルク」は大砲54門を備えており、中でも大口径の砲は下部の砲甲板に配置されていた。同艦には砲より多くの砲門が設けられており、備砲や追加の武装を柔軟に取り扱えるようになっている。砲は原則としてネーデルラント、もしくはスウェーデンから輸入したものであった。

## 就役後

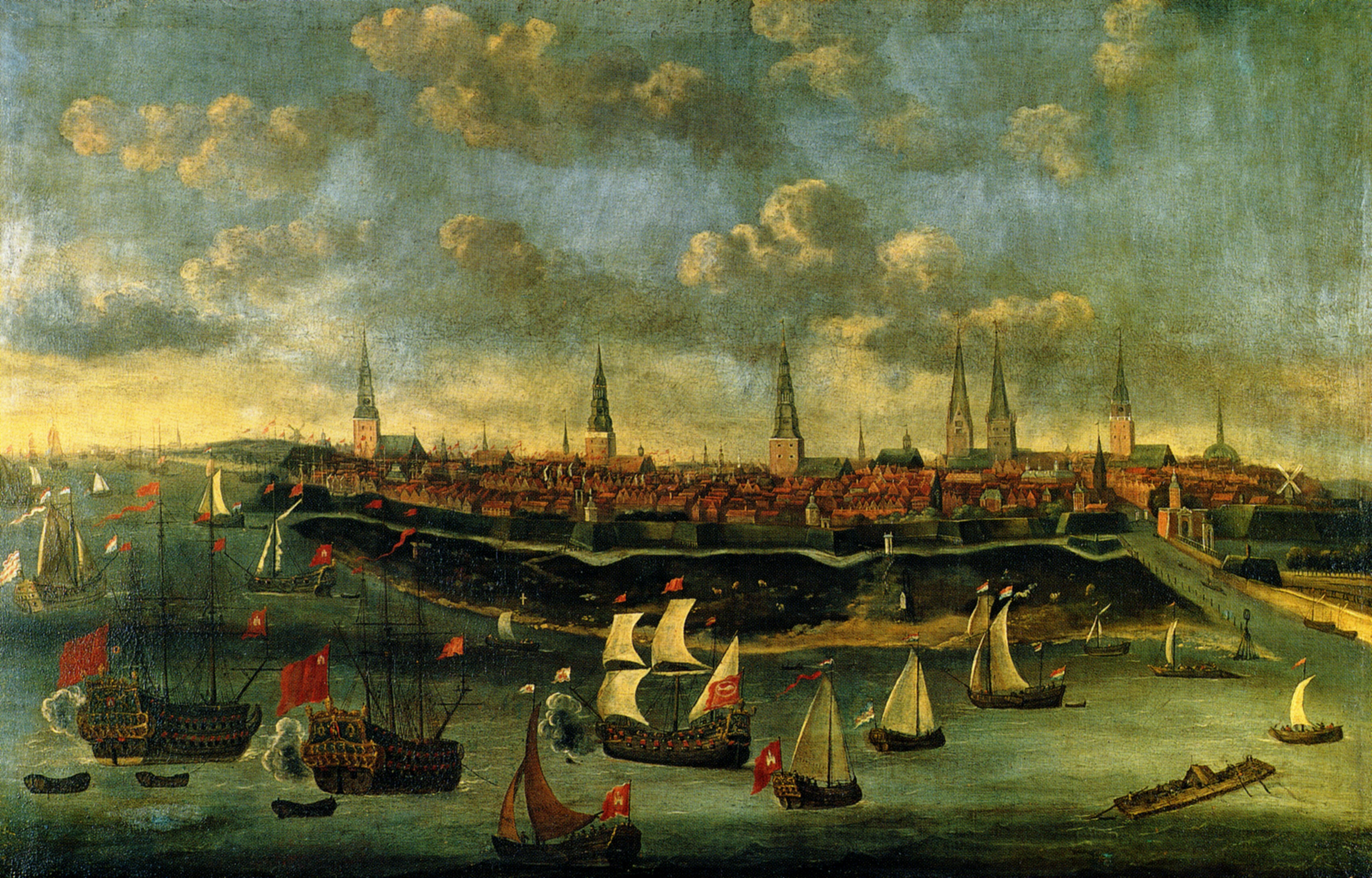
ハンブルクの風景。エリアス・ガリの1680年頃の絵画。「ヴァーペン・フォン・ハンブルク」（手前側の左から1隻目）と「レオポルドゥス・プリムス」（左から2隻目）が停泊し、ハンブルクの船主、ゲールト・ハームゼン・バーカーの私設護衛艦、「ケーニヒ・ザロモンス・ゲリヒト」（中央）に礼砲を撃っている。

「ヴァーペン・フォン・ハンブルク」は1669年から1683年にかけて合計11回の護衛任務に就いており、イベリア半島へ9回、イングランドと北極海へそれぞれ1回航海した。
艦長には1669年、それまでにハンブルクで最大のトンネンボーヤーで護衛に従事して名を成し、新しい職務を購入できたマーティン・ホルステが任命されている。
しかしホルステは、「ヴァーペン・フォン・ハンブルク」とともに護衛のため課された命令の一部に違反したり、それらを無視したりした後、不興を買う。例えば彼は船団の船の内、何隻かを護衛せず、その代わりに指定された、もしくは予定外の場所で指定された期間よりも長く停泊し、船団の出納係に過大な請求書を届けたのである。ホルステには艦長への命令を非常に厳しく守ることが求められていた他、何度も警告されてもその奔放な行動を止めなかったため、委員会は彼を規律に従わせるべく最終的に手段を手を打つことになった。その結果、ホルステは「ヴァーペン・フォン・ハンブルク」において責任ある地位を失ったが、影響力のある親戚を通じ、護衛艦において実際の指揮権を持たないとはいえ、艦長職に留まっている。
1683年、姉妹艦の「レオポルドゥス・プリムス」は大規模な修理に入る。この時点で、本来の艦長であるホルステは提督府と対立に陥っていたため、海賊との数々の戦いを通じてハンブルクに非常に貢献していた提督、ベーレント・ヤーコプゼン・カープファンガーがすぐに「レオポルドゥス・プリムス」から「ヴァーペン・フォン・ハンブルク」に転任し、同艦の指揮を引き継いだ。続いてカープファンガーは1683年の秋、「ヴァーペン・フォン・ハンブルク」とともに初の航海に出発し、同年10月には少しの遅れをもってカディスに到着する。ここで彼はさらなる航海の準備を行うべく、沖合に投錨した。帰りはハンブルクへ戻る前に、イングランドのワイト島に寄港する予定であった。
この時点で、艦の乗組員は船員と士官合わせて150名と兵員80名であった。さらに法務官とその部下並びに船医数名、説教者1名と召使い数名が居た。

## 1683年の火災

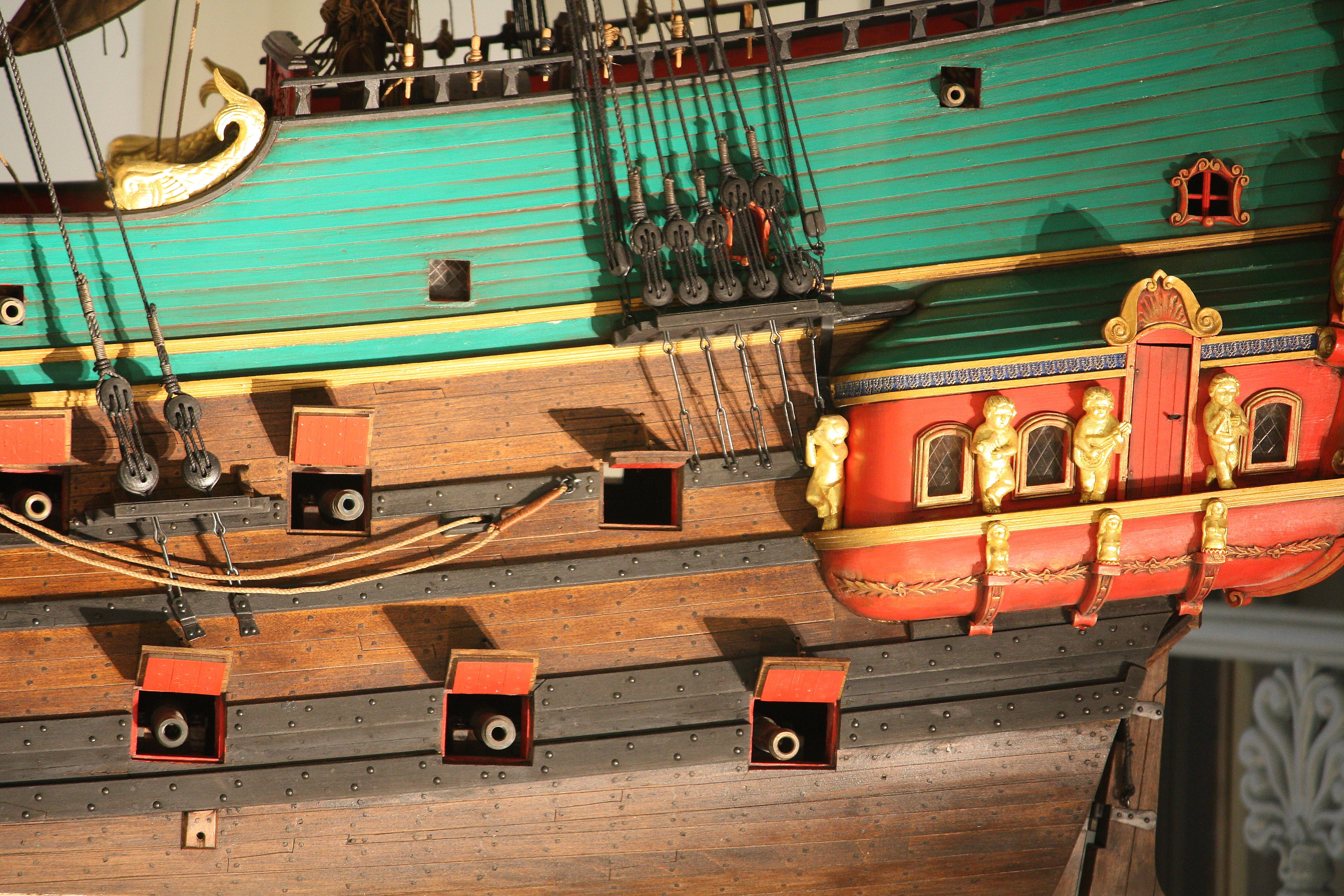
「ヴァーペン・フォン・ハンブルク」の艦尾側面（左舷）

1683年10月10日の夕刻、「ヴァーペン・フォン・ハンブルク」の艦首最下層部で原因不明の火災が発生した。それは急速に燃え広がり、最大限の努力をもってしても適切に鎮火できなくなった。乗組員は短艇で避難しようとしたが、カープファンガーの命令でさらに消火を試みるべく火災の現場に回された。同時に「ヴァーペン・フォン・ハンブルク」の大砲から周囲の艦船に対し、応援の消火の派遣を求めるための信号弾が発射される。しかし火の手が甲板から前檣に広がり、不利な風によって索具と帆に燃え移ると、急ぎ来援した者たちは爆発を恐れて安全な間隔を取った。カープファンガーは航海に同行していた、避難を呼びかける息子を艦から降ろす。しかしカープファンガーは、いまだに船を失われたものと見なさなかった。配下の士官は艦体に穴を開け、海水を満たして艦を海底に沈座させることを提案した。しかし、カープファンガーはこれを却下する。結局、彼は艦を座礁させるという案に賛成し、岸の近くへ乗り上げさせるべく、その艫綱を切断させた。艦を離れるなど、彼にとっては元より問題外であった。なぜなら「託された艦隊の防衛にあたって雄々しく踏み止まり、艦を離れるよりは生命と財産、身命を捧げる」という、1674年7月14日の、ハンブルク市参事会に対する誓いを守る義務があると考えていたからである。
護衛艦が岸へ向かってゆっくりと漂流する間、甲板下の火の手は艦尾に迫り続けた。結局、真夜中頃には次々に各砲に到達する。その結果、自然発火した砲はひとりでに砲弾を発射した。同時に、艦内の砲弾もいくつか燃えだした。午前1時、すでに艦が5時間も燃え続け、カープファンガー提督が誓いを守って最後の者として艦内に残っていた時、甲板下の火災が火薬庫に及び、遂にそれを爆破した。中央で割れた艦体の後部は吹き飛び、前部は側面を底にして沈み始める。破片は高所から降り注いだ。
この事故は65名の死亡者を出した。兵員22名、船員42名とカープファンガー提督が犠牲となったのである。彼の遺体は1683年10月11日、カディス港内であるイングランド船の錨索の付近に浮かんでいる所を発見された。
カープファンガーは葬儀の際、港内に在泊していた各国の船から相応の哀悼を捧げられた。同時代の記録によれば、弔砲は300発を数えたという。

## 艦の喪失後
修理が終わった「レオポルドゥス・プリムス」が引き続き準備を整え使用可能であったにも拘わらず、提督府は1685年、艦の新造を検討した。準備が済んだ護衛艦が2隻あれば、様々な航路を取る遥かに多くの船団を援護し、さらに利益を上げることができたからである。新造艦は特に資金面の理由もあり、前任の「ヴァーペン・フォン・ハンブルク」より小型となる予定であった。考慮の土台となったのは、大砲30門から40門を搭載したさらに小さな護衛艦である。同年9月、市民議会は30,000ターラーの予算を承認し、新造を決議する。後継のヴァーペン・フォン・ハンブルク（2代目）は1686年に完成したが、それでも先代の艦と寸法及び武装は同様であった。
1669年から1747年にかけて、護衛任務が行われなくなるまでハンブルク市のために活動し、「ヴァーペン・フォン・ハンブルク」の名を冠した護衛艦は全部で4隻存在する。

## 文献
- Kurt Grobecker: Hamburgs stolze Fregatten gegen die Korsaren – Konvoischiff(f)ahrt im 17. Jahrhundert, Medien-Verlag Schubert, Hamburg, 2007, ISBN 978-3-937843-12-4
- Prof. Dr. Jörgen Bracker: Hamburg Portrait 1/76, Wapen von Hamburg (III) …ein schwimmender Barockpalast; Museum für Hamburgische Geschichte, Dingwort Verlag Hamburg-Altona, 1976.
- Prof. Dr. Jörgen Bracker: Gottes Freund – aller Welt Feind / Von Seeraub und Konvoifahrt / Störtebeker und die Folgen, Zertani Druckerei und Verlag, Bremen, 2001, ISBN 3-9805772-5-2
- Wolfgang Quinger: "Wappen von Hamburg" I . Ein Konvoischiff des 17. Jahrhunderts. Delius Klasing Vlg GmbH (1980), Hamburg, ISBN 3768803295, ISBN 978-3768803298
- Werner von Melle: Karpfanger, Berend Jacobsen (1623-1683) Hamburger Seekapitän und Admiral. Biographie, Allgemeine Deutsche Biographie Band 15, Erscheinungsjahr 1882.
- ゲオルク・ディートリヒ・フォン・デア・グレーベン（ドイツ語版）: Erläuterungen zum Verstande der Schif(f)fahrt und des Seekrieges nach alphabetischer Ordnung, Erscheinungsjahr 1774, Breßlau. Reprint der Originalausgabe: Neufahrn/Percha 1984, ISBN 3-88706-235-3
- Carlo M. Cipolla: Segel und Kanonen – Die europäische Expansion zur See, Berlin: Verlag Klaus Wagenbach, 1999. ISBN 3-8031-3602-4
- W.zu Mondfeld, A. Bayerlein, M. Klingenbrunn: Schiffsgeschütze 1350-1870, Band 1, Herford 1988.
- Herman Langenbeck: Anmerckungen über das Hamburgische Schiff- und See-Recht, Erscheinungsjahr 1727, Hamburg.
- Klaus Weber: "Deutsche Kaufleute im Atlantikhandel, 1680-1830, Unternehmen und Familien in Hamburg, Cádiz und Bordeaux", Verlag C.H. Beck oHG, München 2004, ISBN 3-406-51860-5
- Dr. Carl W. Reinhold, Georg Nikolaus Bärmann: "Hamburgische Chronik von Entstehung der Stadt bis auf unsere Tage", Hamburg 1820
- Peter Hessel: "Hertzfliessende Betrachtungen/ Von dem Elbe-Strom", Altona 1675.
- Komm, Ulrich: "Mit Breitseite und Enterbeil", Militärverlag der DDR, Berlin 1971